# 張猛 (東漢)
張猛（？—210年），字叔威，涼州敦煌郡人。東漢末涼州官員，曾任武威郡太守。父親據說是東漢末年漢臣中被稱為「涼州三明」（皇甫規、段熲、張奐）之一的張奐。

## 生平
興平元年（194年），張猛在敦煌任弘農郡功曹，當時河西四郡遠離涼州治所，又隔著黃河附近的賊寇，張猛對此感到不滿，曾上書要求將河西四郡另置一州。後漢李傕朝廷於是任命邯鄲商為雍州刺史治所姑臧城，管理河西四郡。同时武威太守遺缺，以張猛父親張奐昔日在河西有威名為由，任命張猛升任武威太守。建安十一年（206年）因為張猛和邯鄲商长期不和矛盾激化，邯鄲商凖備發兵誅殺張猛。張猛察覺邯鄲商有意加害自己，就率先舉兵攻打邯鄲商，因為邯鄲商府衙與張猛住處相近，邯鄲商聽到張猛率兵到來時大為害怕，爬上屋頂要求和張猛和解，但邯鄲商下來後就被張猛痛罵，并將邯鄲商軟禁。邯鄲商逃走失敗，被張猛追上殺死并自立为雍州刺史。
建安十五年（210年），將軍韓遂奉後漢曹操朝廷命令討伐張猛，張猛派兵抵抗，但因為官民都畏懼韓遂，最終倒戈攻擊張猛，張猛見此，知道這次一定會兵敗被殺，於是自焚而死。